# Distrito do Reno-Palatinado

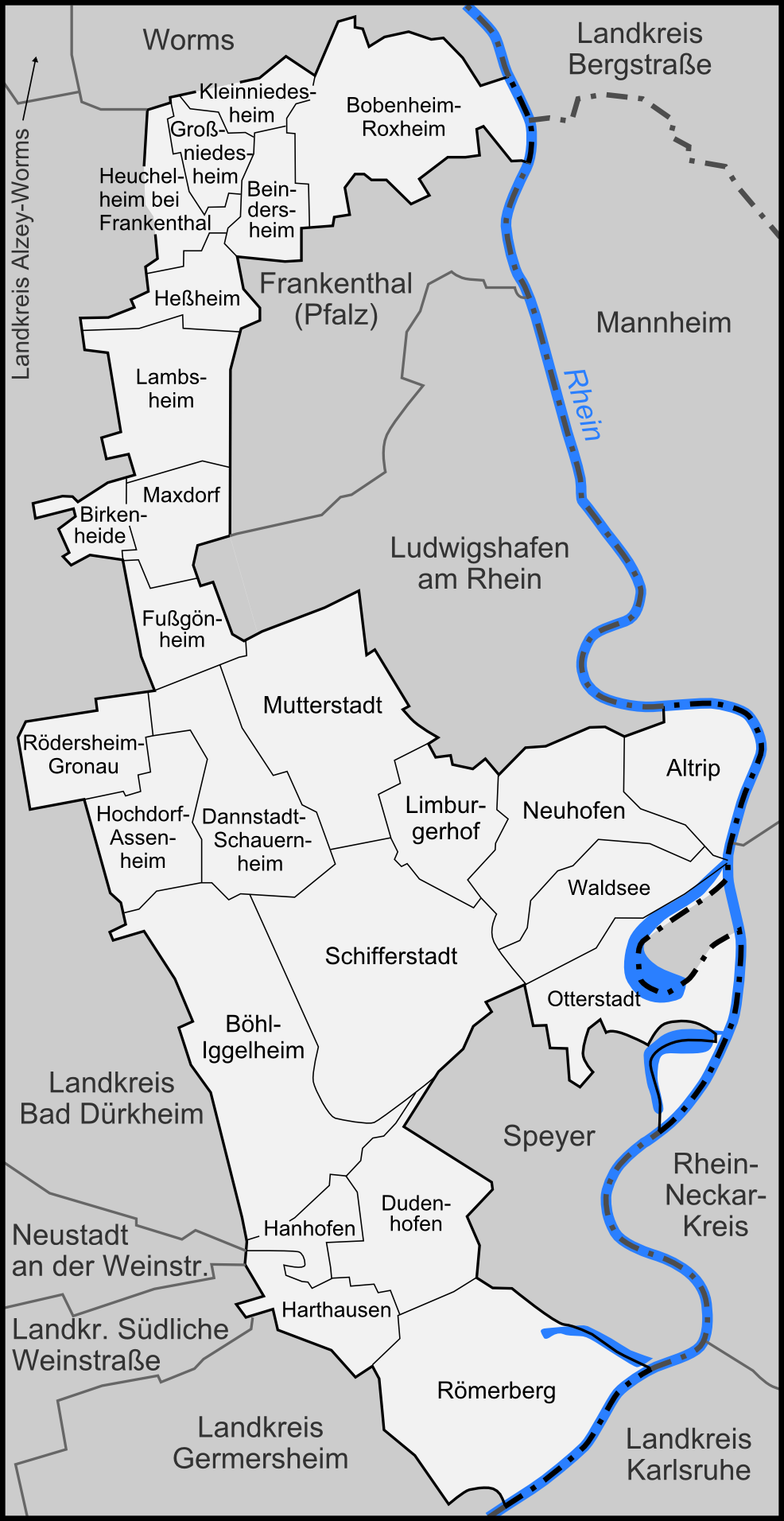
Cidades e municípios de Rhein-Pfalz-Kreis

O Distrito do Reno-Palatinado (em alemão:  Rhein-Pfalz-Kreis) é um distrito (kreis ou landkreis) da Alemanha localizado no estado da Renânia-Palatinado.

## Cidades e municípios
(Populações em 31 de dezembro de 2008)

### Cidades e municípios livres
|  |  | Altrip                        | 7.808 habitantes  | 10,5 km² |
|  |  | Bobenheim-Roxheim             | 9.967 habitantes  | 20,5 km² |
|  |  | Böhl-Iggelheim                | 10.533 habitantes | 32,8 km² |
|  |  | Lambsheim                     | 6.268 habitantes  | 12,8 km² |
|  |  | Limburgerhof                  | 10.834 habitantes | 9 km²    |
|  |  | Mutterstadt                   | 12.576 habitantes | 20,5 km² |
|  |  | Neuhofen                      | 7.207 habitantes  | 12,3 km² |
|  |  | Römerberg Sede: Heiligenstein | 9.194 habitantes  | 27,9 km² |
|  |  | Schifferstadt (cidade)        | 19.392 habitantes | 28 km²   |

### Verbandsgemeinden(associações municipais)
|  |  | Verbandsgemeinde Dannstadt- Schauernheim |                             | 13.022 habitantes | 33,2 km² |
|  |  |                                          | Dannstadt- Schauernheim *   | 7.033 habitantes  | 15,3 km² |
|  |  |                                          | Hochdorf- Assenheim         | 3.113 habitantes  | 9,7 km²  |
|  |  |                                          | Rödersheim- Gronau          | 2.876 habitantes  | 8,2 km²  |
|  |  | Verbandsgemeinde Dudenhofen              |                             | 11.304 habitantes | 27,1 km² |
|  |  |                                          | Dudenhofen *                | 5.812 habitantes  | 13 km²   |
|  |  |                                          | Hanhofen                    | 2.410 habitantes  | 5,8 km²  |
|  |  |                                          | Harthausen                  | 3.082 habitantes  | 8,4 km²  |
|  |  | Verbandsgemeinde Heßheim                 |                             | 9.719 habitantes  | 24,9 km² |
|  |  |                                          | Beindersheim                | 3.054 habitantes  | 5,7 km²  |
|  |  |                                          | Großniedesheim              | 1.391 habitantes  | 3,8 km²  |
|  |  |                                          | Heßheim *                   | 3.060 habitantes  | 5,8 km²  |
|  |  |                                          | Heuchelheim bei Frankenthal | 1.272 habitantes  | 5,8 km²  |
|  |  |                                          | Kleinniedesheim             | 942 habitantes    | 3,9 km²  |
|  |  | Verbandsgemeinde Maxdorf                 |                             | 12.687 habitantes | 16,9 km² |
|  |  |                                          | Birkenheide                 | 3.192 habitantes  | 2,9 km²  |
|  |  |                                          | Fußgönheim                  | 2.484 habitantes  | 6,7 km²  |
|  |  |                                          | Maxdorf *                   | 7.011 habitantes  | 7,4 km²  |
|  |  | Verbandsgemeinde Waldsee                 |                             | 8.691 habitantes  | 28,5 km² |
|  |  |                                          | Otterstadt                  | 3.361 habitantes  | 15,6 km² |
|  |  |                                          | Waldsee *                   | 5.330 habitantes  | 12,9 km² |

*sede do Verbandsgemeinde